# Lemvig Kommune
|  | For Lemvig Kommune før kommunalreformen i 2007, se Lemvig Kommune (1970-2006). |
Lemvig Kommune er en kommune i Region Midtjylland efter Kommunalreformen i 2007.
Lemvig Kommune opstod ved sammenlægning af flg.:
- Lemvig Kommune
- Thyborøn-Harboøre Kommune

## Byer
| Kommunens største byer |              |                   |
| Nr                     | By           | Indbyggere (2024) |
| 1                      | Lemvig       | 6.802             |
| 2                      | Thyborøn     | 1.816             |
| 3                      | Harboøre     | 1.385             |
| 4                      | Nørre Nissum | 980               |
| 5                      | Bækmarksbro  | 524               |
| 6                      | Bøvlingbjerg | 485               |
| 7                      | Klinkby      | 427               |
| 8                      | Ramme        | 377               |
| 9                      | Lomborg      | 335               |

## Politik

### Mandatfordeling
| 5 | 2 |  |  | 15 |  |

| 19 | 6 |

| 4 | 3 | 3 | 1 | 2 | 8 |

| 15 | 6 |

| 5 | 2 | 1 | 1 | 12 |

| 16 | 5 |

| 4 | 1 | 1 | 2 | 1 | 12 |

| 14 | 7 |

| 4 | 1 | 3 | 2 | 11 |

| 13 | 8 |

| 4 | 1 | 3 | 2 | 11 |

| 14 | 7 |

| Navn                       | Parti                                    |
| -------------------------- | ---------------------------------------- |
| Erik Flyvholm (Borgmester) | Venstre - 11 mandater                    |
| Chris Olesen               | Venstre - 11 mandater                    |
| Steffen Damsgaard          | Venstre - 11 mandater                    |
| Bent B. Graversen          | Venstre - 11 mandater                    |
| Søren V. Jensen            | Venstre - 11 mandater                    |
| Gunnar Lisby Kjær          | Venstre - 11 mandater                    |
| Christina Serup Hove       | Venstre - 11 mandater                    |
| Susanne Pallestoft         | Venstre - 11 mandater                    |
| Albert Vinther Krogh       | Venstre - 11 mandater                    |
| Ellen Mejdahl              | Venstre - 11 mandater                    |
| Tina Boel van Ingen        | Venstre - 11 mandater                    |
| Lone Pilgaard Sørensen     | Socialdemokratiet - 4 mandater           |
| Steen Madsen               | Socialdemokratiet - 4 mandater           |
| Peter Borup Sørensen       | Socialdemokratiet - 4 mandater           |
| Tina Mortensen             | Socialdemokratiet - 4 mandater           |
| Jens Lønberg               | Det Konservative Folkeparti - 3 mandater |
| Rasmus Porup               | Det Konservative Folkeparti - 3 mandater |
| Lars Snejbjerg             | Det Konservative Folkeparti - 3 mandater |
| Arne Noe                   | Socialistisk Folkeparti - 2 mandater     |
| Dorete Kallesøe            | Socialistisk Folkeparti - 2 mandater     |
| Gitte Winther Jeppesen     | Radikale Venstre - 1 mandat              |

| Udtrådt       | Indtrådt        | Parti   | Dato               |
| ------------- | --------------- | ------- | ------------------ |
| Ellen Mejdahl | Henrik Thygesen | Venstre | 19. september 2023 |

### Liste over borgmestre
Ved kommunalvalget 15. november 2005 fik kommunalbestyrelsen Venstre-flertal med Erik Flyvholm som formand for sammenlægningsudvalget og første borgmester.
| # | Periode | Navn          | Parti   |
| - | ------- | ------------- | ------- |
| 1 | 2007-   | Erik Flyvholm | Venstre |

## Statistisk kilde
- statistikbanken.dk Danmarks Statistik